# Марија Полидури
Марија Полидури (енгл. Maria Polydouri; 1. април 1902 — 29. април 1930) била је грчкa песникиња која је припадала школи неоромантизма.

## Биографија

### Лични живот
Полидури је рођена у Каламати. Била је ћерка филолога Еугенеа Полидуриа и Киријаке Маркатоу, жене раних феминистичких веровања. Средњу школу је завршила у Каламати, а онда је кренула у школу у Гитиону, као и у Атини. Иако је од раног узраста писала поезију, њене најважније песме написане су у последње четири године њеног живота, када је боловала од туберкулозе и била смештена у атински санаторијум, где је умрла 1930. године.

### Каријера
Први пут се појавила у књижевном свету са четрнаест година, прозном песмом Бол мајке, која се односи на смрт морнара. Са шеснаест година послата је у префектуру Месенија, где је изразила велика интересовања за женска питања. Године 1920, у периоду од четрдесет дана, умрла су јој оба родитеља.
Године 1921. пребачена је у префектуру Атине, када је уписала универзитет у Атини. Костас Кариотакис, тадашњи песник, радио је на универзитету где су се упознали. Између њих развила се љубав, која није дуго трајала, већ је пресудно утицала на њен живот и рад.
Први пут су се срели у јануару 1922. када је Полидури имала двадесет година. Кариотакис је шест година старији од ње. Објавила је неколико песама за младе, а он је објавио две песничке збирке Бол људи и ствар (1919) и Непентхе (1921), и већ је стекао поштовање неких критичара и колега.
У лето 1922. Кариотакис је открио да болује од сифилиса, болести која је неизлечива. Одмах је о томе обавестио Полидури и замолио је да оконча њихову везу. Предлагала му је да се ожене, чак и да немају децу, али он је био превише поносан да би прихватио жртву. Марија је сумњала у његову искреност и осећала је да је његова болест изговор да је напусти.
Године 1924. упознала је Аристотелиса Георгиоја, адвоката који се управо вратио из Париза. Полидури се верила за њега почетком 1925.
У лето 1926. отишла је у Париз. Није могла да ради јер је оболела од туберкулозе. Вратила се у Атину 1928. године, где је хоспитализована. Тамо је сазнала за самоубиство Костаса Кариотакиса. Исте године издала је своју прву песничку збирку, а 1929. другу. Полидури је оставила два прозна дела, њен дневник и неименовани роман у којима је напала тадашњи конзервативизам и лицемерје. Умрла је од туберкулозе ујутру, 29. априла 1930. године, упркос морфијуму који је добила.

### Рад
Марија Полидури припада генерацији 1920, која је подстакла осећај незадовољства. Љубав и смрт су две теме њене поезије. Збирке које је објавила су:
- The chirps that faint (1928)
- Echo over chaos (1929)

Њене песме (или бар део њих) преведене су на бугарски, каталонски, холандски, немачки, француски, италијански, македонски, румунски, шпански и шведски језик.